# Nagymarosy András
Nagymarosy András, dr. (Budapest, 1949. november 20. - 2016. szeptember 29.) magyar  geológus, népzenész, borászati szakíró, az ELTE TTK Általános és Alkalmazott Földtani Tanszékének nyugalmazott egyetemi docenes,  a földtudományok kandidátusa.
 a földtudományok kandidátusa, ny. egyetemi docens, 1994-2004 között az Általános és Történeti Földtani Tanszék vezetője, az Elemző földtan, a Rétegtan, és a Magyarország földtana geológus főtárgyak előadója, a hazai oligocén képződmények rétegtanának nemzetközi hírű szakértője. 

## Életpályája
Középiskolai tanulmányait a budapesti Eötvös József Gimnáziumban végezte 1968-ig. Felsőfokú tanulmányait a budapesti Eötvös Loránd Tudományegyetemen végezte 1974-ben. 
1994-2004 között az ELTE ÁTK Általános és Történeti Földtani Tanszékének vezetője volt, docensként. 
Elismert agrárszakmber volt; a Borkollégium alapító tagja. 
Mint népzenész, a Kalamajka, majd a Borfolk zenekarban játszott, nagybőgősként.
Hosszantartó betegség után, 2016. szeptember 29-én hunyt el. 

## Díjai, elismerései
- Pro Universitate Emlékérem arany fokozata;
- a Magyar Érdemrend Lovagkeresztje